# Neptunea kuroshio
Neptunea kuroshio is een slakkensoort uit de familie van de Buccinidae. De wetenschappelijke naam van de soort is voor het eerst geldig gepubliceerd in 1959 door Oyama in Kira.